# Philotheria atbarae
Philotheria atbarae är en insektsart som först beskrevs av William Lucas Distant 1906.  Philotheria atbarae ingår i släktet Philotheria och familjen Dictyopharidae. Inga underarter finns listade i Catalogue of Life.